# 蓮都区
蓮都区（れんと-く）は中華人民共和国浙江省麗水市に位置する市轄区。

## 歴史
589年（開皇9年）、隋朝により松陽県東部を分割し括蒼県が設置される。779年（大暦14年）に麗水県と改称され、現代まで沿襲される。1986年3月1日、県級市としての麗水市に改編されるが、2000年7月18日に麗水地区が地級市に改編されるに伴い、市轄区の蓮都区に改編され現在に至る。

## 行政区画
- 街道：紫金街道、岩泉街道、万象街道、白雲街道、聯城街道、南明山街道
- 鎮：碧湖鎮、大港頭鎮、雅渓鎮
- 民族鎮：老竹シェ族鎮
- 郷：太平郷、仙渡郷、峰源郷、黄村郷
- 民族郷：麗新シェ族郷

## 交通

### 鉄道

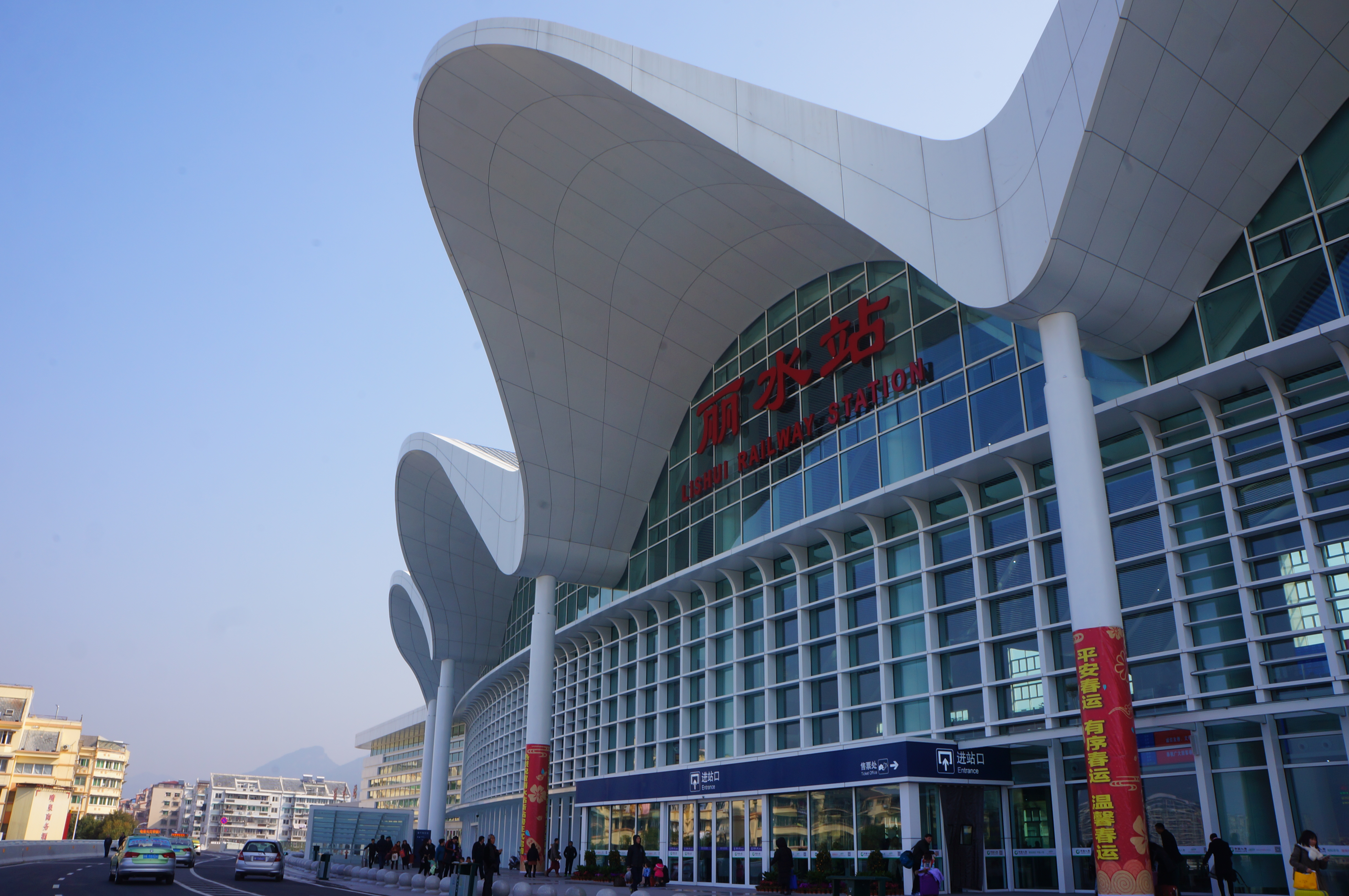
麗水駅駅舎

- 中国国家鉄路集団
  - 金温線

（金華方面）- 麗水駅 -（温州方面）
- 浙江金温鉄道開発
  - 金温貨線

（金華方面）- 小処駅 - 麗水駅 -（温州方面）

### 道路
- 高速道路
  -  長深高速道路
  -  温麗高速道路
  -  溧寧高速道路（中国語版）
- 国道
  - G330国道